# Katedra św. Ludwika w Port Louis
Katedra św. Ludwika w Port Louis (franc. Cathédrale Saint-Louis de Port-Louis) – kościół biskupi w Port Louis na Mauritiusie, główna świątynia katolickiej diecezji Port Louis.

## Historia
W latach 1752–1756 Jean-François Charpentier Cossigny wzniósł pierwszy kościół katolicki, który zniszczył cyklon w 1760 roku. Kolejny kościół uległ zniszczeniu przez cyklon 9 kwietnia 1773 roku. Trzeci kościół ukończono w 1782 roku. Prace restauracyjne przeprowadzono w 1814 roku za Roberta Townsenda Farquhara, pierwszego brytyjskiego gubernatora wyspy. Prace restauracyjne przeprowadzono w latach 1930–1933 za pontyfikatu biskupa Jamesa Leena. Kolejne prace restauracyjne przeprowadzono w 2007 roku.